# Epático

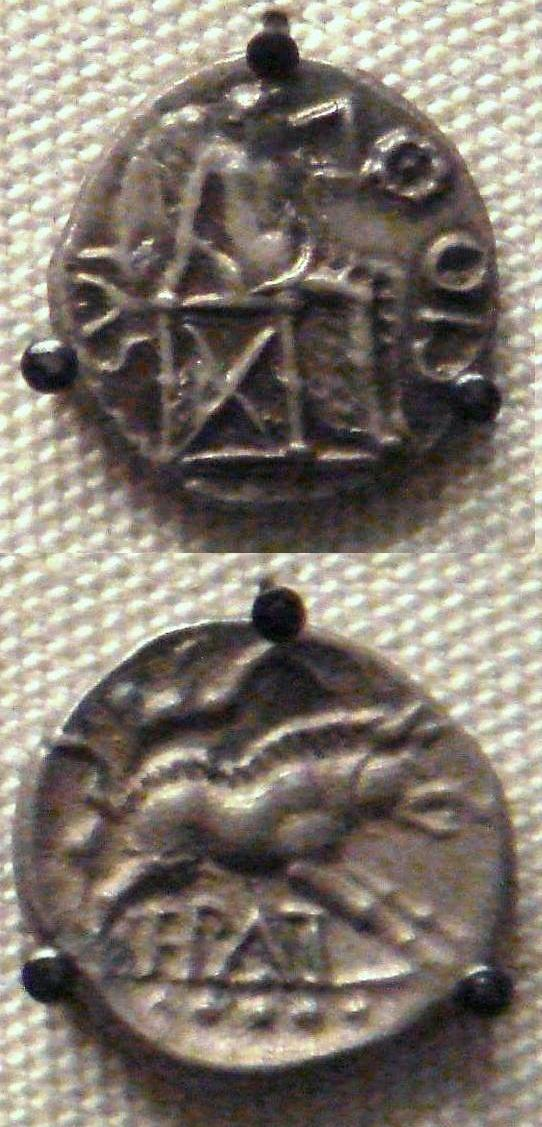
Pedaço de moeda representando Epático

Epático (em latim: Epaticcus; em celta:Epaticcos) é um rei celta que reinou no século I d.C. sobre o povo britano dos Atrébates, no sudoeste da atual Inglaterra. 
Conhecido unicamente pelas inscrições monetárias, recuperadas na região de Silchester (atual conselho de Hampshire), é o filho de Tasciovano e o irmão de Cunobelino. Pertence a linhagem dos soberanos dos Catuvelaunos e dos Trinovantes. Epático reinou sobre uma facção dissidente dos Atrébates e parece ser a origem da partida de Vericada ilha da Bretanha para Roma onde sua intervenção teria desencadeado a conquista da ilha pelo imperador Cláudio, em 43
Seu sucessor teria sido Carataco.